# (9446) Cicéron
(9446) Cicéron, désignation internationale (9446) Cicero, est un astéroïde de la ceinture principale.

## Description
(9446) Cicéron est un astéroïde de la ceinture principale. Il fut découvert par Eric Walter Elst le 3 mai 1997 à La Silla. Il présente une orbite caractérisée par un demi-grand axe de 3,1607 UA, une excentricité de 0,1351 et une inclinaison de 1,4993° par rapport à l'écliptique.
Il fut nommé en hommage à l'homme d'État romain et auteur latin Cicéron.

## Compléments